# Souleymane Sawadogo
Pour les articles homonymes, voir Sawadogo (homonymie).
Souleymane Sawadogo, né le 9 janvier 1993 à Kadiogo, est un footballeur burkinabé évoluant au poste d'ailier droit au Bourges foot 18 en National 2.

## Carrière
En juin 2014, il rejoint le Clermont Foot 63 pour deux saisons.

## Statistiques
| Saison                | Club                  | Championnat           | Championnat | Championnat | Coupe nationale | Coupe nationale | Coupe de la Ligue | Coupe de la Ligue | Total | Total |
| Saison                | Club                  | Division              | M.          | B.          | M.              | B.              | M.                | B.                | M.    | B.    |
| 2013-2014             | AJ Auxerre            | Ligue 2               | 22          | 0           | 3               | 1               | 3                 | 0                 | 28    | 1     |
| Sous-total            | Sous-total            | Sous-total            | 22          | 0           | 3               | 1               | 3                 | 0                 | 28    | 1     |
| 2014-2015             | Clermont Foot 63      | Ligue 2               | 18          | 2           | 2               | 1               | 3                 | 1                 | 23    | 4     |
| 2015-2016             | Clermont Foot 63      | Ligue 2               | 2           | 0           | -               | -               | -                 | -                 | 2     | 0     |
| Sous-total            | Sous-total            | Sous-total            | 20          | 2           | 2               | 1               | 3                 | 1                 | 25    | 4     |
| 2016-2017             | LB Châteauroux        | National              | 11          | 1           | 3               | 2               | -                 | -                 | 14    | 3     |
| Sous-total            | Sous-total            | Sous-total            | 11          | 1           | 3               | 2               | -                 | -                 | 14    | 3     |
| Total sur la carrière | Total sur la carrière | Total sur la carrière | 53          | 3           | 8               | 4               | 6                 | 1                 | 67    | 8     |

## Palmarès
- LB Châteauroux
  - Championnat de France de football National (1)
    - Champion : 2017